# Tamara Alexandrowna Chlebnikowa
Tamara Alexandrowna Chlebnikowa (russisch Тамара Александровна Хлебникова; * 22. Mai 1928 in der Baschkirischen Autonomen Sozialistischen Sowjetrepublik; † 22. Juli 2001 in Kasan) war eine sowjetisch-russische Prähistorikerin.

## Leben
Chlebnikowa stammte aus einer Bauernfamilie, die kurz nach ihrer Geburt nach Kasan umzog. Nach dem Schulabschluss studierte sie 1946–1952 an der Universität Kasan in der Historischen Abteilung der Historisch-Philologischen Fakultät. Bereits während des Studiums beteiligte sie sich an der Arbeit des von Nikolai Kalinin geleiteten Studentenkreises der Archäologie-Gruppe im Tatarischen Forschungsinstitut für Sprache, Literatur und Geschichte der Kasaner Filiale der Akademie der Wissenschaften der UdSSR. Die Hauptaufgabe der Gruppe waren die Erforschung des Territoriums Tatariens und die Erstellung archäologischer Karten.
Die anschließende Aspirantur am Moskauer Historischen Museum (GIM) bei Alexei Smirnow schloss Chlebnikowa 1955 ab.
Nach zwei weiteren Jahren Arbeit im GIM als wissenschaftliche Mitarbeiterin kehrte Chlebnikowa nach Kasan in das Institut für Sprache, Literatur und Geschichte zurück. Ihr Forschungsschwerpunkt war die Keramik der Wolgabulgaren insbesondere in der Zeit vor dem Mongolensturm. Sie wandte statistische Methoden zur Einordnung der keramischen Funde ein, woraus eine Klassifizierung der archäologischen Objekte Wolgabulgariens in der vormongolischen Zeit resultierte. Sie verteidigte 1964 im Moskauer Institut für Archäologie der Akademie der Wissenschaften der UdSSR ihre Dissertation über die Basisprodukte der Eisen- und Buntmetall-Metallurgie, der Töpferei und Gerberei der Wolgabulgaren im 10.–13. Jahrhundert mit Erfolg für die Promotion zur Kandidatin der historischen Wissenschaften.
Chlebnikowa nahm an verschiedenen Expeditionen in Tatarien teil und beteiligte sich an den Ausgrabungen vieler Wallburgen. Ebenso beteiligte sie sich an der Arbeit im Kasaner Kreml. Auch grub sie mit der Mari-Expedition eine Wallburg bei Kosmodemjansk aus. Anhand der zahlreichen keramischen Funde der mittelalterlichen Kulturen Zentralasiens, Kasachstans, des Kaukasus, der Krim, des Chasaren-Staates, des Kiewer Russlands und der finno-ugrischen Stämme untersuchte sie die ethnisch-kulturelle Zusammensetzung der Bevölkerung Wolgabulgariens. 1986 ging sie in den Ruhestand.
In den 1990er Jahren setzte sie ihre Arbeit im Kasaner Kreml fort und erweiterte sie, worauf sie 1995 Beraterin für die Organisation der Arbeit der Archäologischen Kasaner-Kreml-Expedition wurde.

## Ehrungen, Preise
- Staatspreis der Republik Tatarstan im Bereich Wissenschaft und Technik (1994)[5]